# Guvernul Alexandru Vaida-Voievod (2)
Guvernul Alexandru Vaida Voievod (2) a fost un consiliu de miniștri care a guvernat România în perioada 6 iunie - 10 august 1932.

## Componența
- Președintele Consiliului de Miniștri

Alexandru Vaida-Voievod (6 iunie - 10 august 1932)
- Ministru de interne

Alexandru Vaida-Voievod (6 iunie - 10 august 1932)
- Ministrul de externe

ad-int. Alexandru Vaida-Voievod (6 iunie - 10 august 1932)
- Ministrul finanțelor

George G. Mironescu (6 iunie - 10 august 1932)
- Ministrul justiției

Virgil Potârcă (6 iunie - 10 august 1932)
- Ministrul instrucțiunii publice, cultelor și artelor

ad-int. Ion Lugoșianu (7 - 9 iunie 1932)
Dimitrie Gusti (9 iunie - 10 august 1932)
- Ministrul apărării naționale (această denumire și-a luat-o prin legea din 1932 de organizare a acestui Minister)

General Constantin Ștefănescu-Amza (6 iunie - 10 august 1932)
- Ministrul agriculturii și domeniilor

ad-int. Virgil Potârcă (6 - 7 iunie 1932)
Voicu Nițescu (7 iunie - 10 august 1932)
- Ministrul industriei și comerțului

Ion Lugoșianu (6 iunie - 10 august 1932)
- Ministrul muncii, sănătății și ocrotirii sociale

ad-int. Alexandru Vaida-Voievod (7 - 9 iunie 1932)
D. R. Ioanițescu (9 iunie - 10 august 1932)
- Ministrul lucrărilor publice și comunicațiilor

ad-int. George G. Mironescu (6 - 7 iunie 1932)
Ioan Gr. Periețeanu (7 iunie - 10 august 1932)
- Ministru de stat

Emil Hațieganu (6 iunie - 10 august 1932)
- Ministru de stat

Pantelimon Halippa (6 iunie - 10 august 1932)

## Sursa
- Stelian Neagoe - "Istoria guvernelor României de la începuturi - 1859 până în zilele noastre - 1995" (Ed. Machiavelli, București, 1995)

| Precedat(ă) de: Guvernul Nicolae Iorga | Guvernul Alexandru Vaida-Voievod (2) 6 iunie - 10 august 1932 | Succedat(ă) de: Guvernul Alexandru Vaida-Voievod (3) |